# Cetona (Itàlia)
Cetona és un comune de la província de Siena, a la regió italiana de la Toscana. L'1 de gener de 2018, tenia 2.678 habitants.
Limita amb els municipis de Chiusi, Città della Pieve (PG), Fabro (TR), San Casciano dei Bagni i Sarteano.
Pertany a Els pobles més bonics d'Itàlia.

## Evolució demogràfica[2]
| Gràfica d'evolució demogràfica de Cetona entre 1861 i |
|                                                       |
| Font: ISTAT - Elaboració gràfica de Viquipèdia        |